# Phytobia iridis
Phytobia iridis är en tvåvingeart som beskrevs av Friedrich Georg Hendel 1927. Phytobia iridis ingår i släktet Phytobia och familjen minerarflugor.
Artens utbredningsområde är Italien. Inga underarter finns listade i Catalogue of Life.